# Sharm el-Sheikh
Sharm el-Sheikh je grad u Egiptu smješten na južnom vrhu Sinajskog poluotoka na obali Crvenog mora. Prema podacima iz 2008. godine u gradu živi 35.000 stanovnika. Administrativno pripada guvernatu Južni Sinaj.

## Zemljopis
Sharm el-Sheikh se nalazi na istoku Egipta, na jugu poluotoka Sinaja na obali Crvenog mora. Grad je smješten na rtu iznad tjesnaca Tiran na ulasku u Akapski zaljev.

## Povijest
Strateška važnost Sharm el-Sheikh dovela je do njegove transformacije iz ribarskog sela u veliku luku i pomorsku bazu egipatske mornarice. Tijekom Sueske krize 1956. okupirao ga je Izrael, a vraćen je Egipat 1957. godine. Mirovne snaga UN-a naknadno su stacionirane do 1967. tijekom Šestodnevnog rata, ponovno ga je zauzeo Izrael. Sharm el-Sheikh je ostao pod nadzorom Države Izrael sve dok čitav Sinajski poluotok nije vraćen Egiptu 1982. godine, nakon Egipatsko-izraelskog mirovnog sporazuma iz 1979. Godine 2005. u Sharm el-Sheikhu dogodio se terorističkih napada, kojeg je počinila ekstremna islamistička organizacija, a cilj je bio egipatska turistička industrija. Osamdeset osam osoba je poginulo, većina njih su bili Egipćani, a preko 200 ranjeno u napadu, što je najsmrtonosnija teroristička akcija u povijesti Egipta.

## Vanjske poveznice
- Službena stranica grada  Arhivirana inačica izvorne stranice od 7. veljače 2012. (Wayback Machine)